# Ridgetop
Ridgetop es una ciudad ubicada en los condados de Robertson y Davidson en el estado estadounidense de Tennessee. En el Censo de 2010 tenía una población de 1.874 habitantes y una densidad poblacional de 248,9 personas por km².

## Geografía
Ridgetop se encuentra ubicada en las coordenadas 36°24′10″N 86°46′3″O / 36.40278, -86.76750. Según la Oficina del Censo de los Estados Unidos, Ridgetop tiene una superficie total de 7.53 km², de la cual 7.5 km² corresponden a tierra firme y (0.41%) 0.03 km² es agua.

## Demografía
Según el censo de 2010, había 1.874 personas residiendo en Ridgetop. La densidad de población era de 248,9 hab./km². De los 1.874 habitantes, Ridgetop estaba compuesto por el 95.62% blancos, el 1.81% eran afroamericanos, el 0.11% eran amerindios, el 0.48% eran asiáticos, el 0% eran isleños del Pacífico, el 0.69% eran de otras razas y el 1.28% pertenecían a dos o más razas. Del total de la población el 1.6% eran hispanos o latinos de cualquier raza.